# Craig Santos Perez

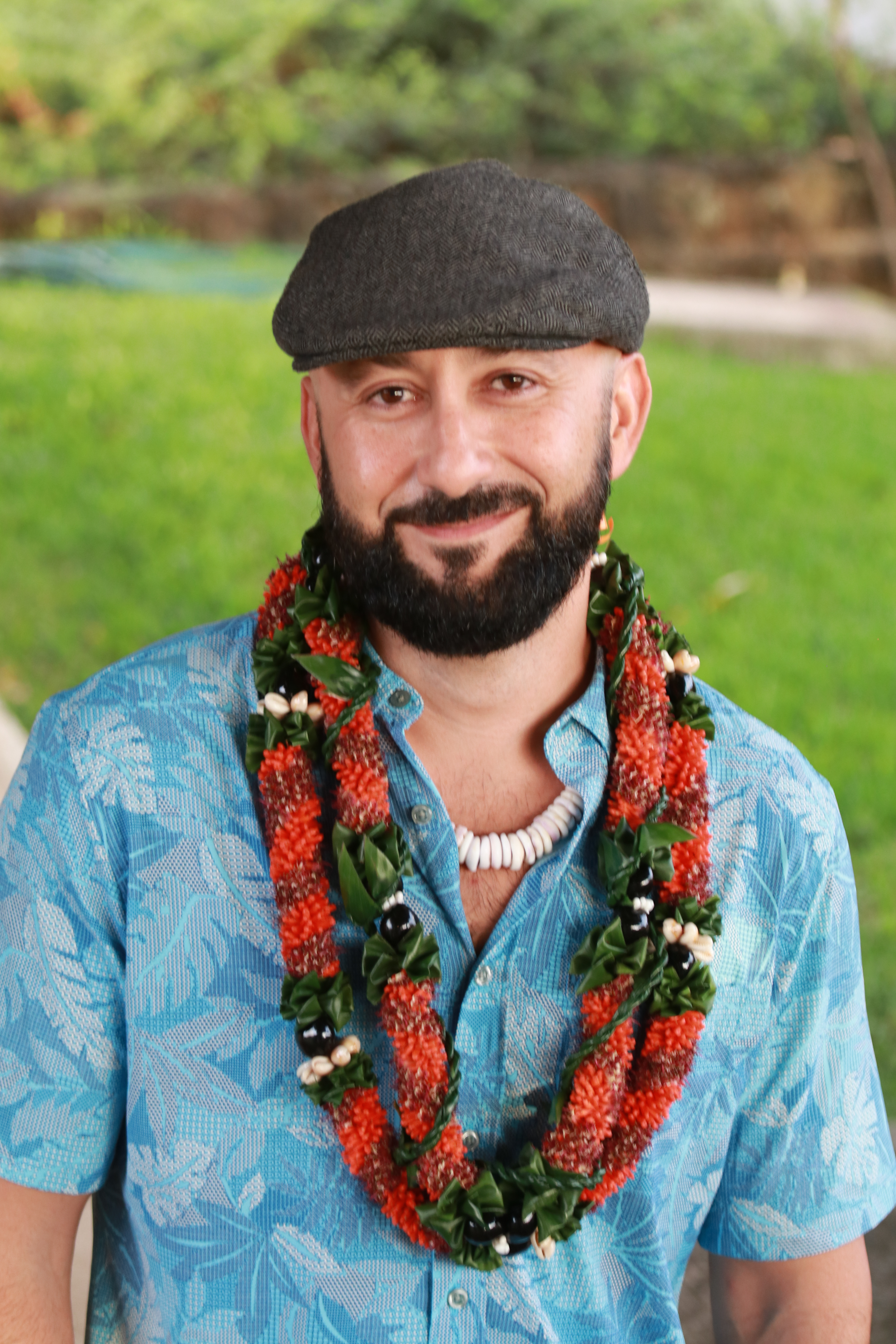
Santos Perez (2022)

Craig Santos Perez (* 6. Februar 1980 in Mongmong-Toto-Maite auf Guam) ist ein Dichter, Essayist, Universitätsprofessor und amerikanischer Verleger (USA) aus dem Volk der Chamorro. Seine Gedichte wurden mehrfach ausgezeichnet, darunter 2023 mit dem National Book Award, 2015 mit dem American Book Award und 2011 mit dem PEN Center USA Literary Award for Poetry.

## Leben
Santos Perez wuchs zweisprachig in Guam auf und zog 1995 mit seiner Familie von Guam nach Kalifornien, USA. In einem Interview erklärte er:
„Als meine Familie nach Kalifornien auswanderte und ich sie verließ, um dort das College zu besuchen, verschwand während meines Studiums die Sprache der Chamorro aus meinem Leben. Sie existierte so gut wie nicht mehr. Da Poesie für mich eine Möglichkeit wurde, mit den Erinnerungen an meine Heimat in Verbindung zu bleiben, und ein Raum, in dem ich über meine Kulturgeschichte lernen und schreiben konnte, tauchte die Chamorro-Sprache in kleinen Mengen wieder auf. Ich habe keine Formel dafür, wie das geschah; es geschah einfach intuitiv, obwohl mir aufgefallen ist, dass die meisten Chamorro-Wörter, die in meine Gedichte eingehen, auch heute noch überwiegend auf Englisch geschrieben sind, aber ich hoffe, dass die Chamorro-Sprache eines Tages ein vollerer Teil meines Lebens und meiner Poesie wird.“
2011 gründete er zusammen mit Brandy Nālani McDougall den Verlag Ala Press, der sich auf die Veröffentlichung von Literatur und Kultur der Pazifikinseln spezialisiert hat. Craig Santos Perez ist Professor für pazifische Literatur und kreatives Schreiben an der University of Hawaiʻi, Honolulu-Mānoa.

## Poesie
Im Jahr 2008 begann er mit der Veröffentlichung seines ersten Buches Hacha aus seiner Bücherserie from unincorporated territory. Perez erklärt, dass ein Teil des Zwecks dieser Serie darin besteht, „eine Gegenkartierung zu erstellen, um [koloniale] Karten zu untergraben.“ Perez’ Gedichte konzentrieren sich auf die Themen des pazifischen Lebens, um die Einwanderung in die USA und die Kolonialgeschichte der Pazifikinseln und die verschiedenen Diasporas der pazifischen Inselbewohner.
Wie Michael Lujan Bevacqua in einem Rezensionsessay für die Fachzeitschrift Transmotion sagt:
„Perez versucht, den Leser von diesen mythischen Karten der Moderne abzubringen, auf denen Inklusion und Assimilation zu Lebensfähigkeit und Universalität führen. Er versucht, sie in neue, nicht bedrängte Richtungen zu treiben. Während seine kolonialen Zitate eine Herausforderung darstellen, bezieht er auch eine Reihe einheimischer Chamorro-Zitate ein, die von Gesprächen mit seinen Großeltern bis hin zu Diskussionen über die Chamorro-Kultur in verschiedenen Epochen und durch reichhaltige Pfade, wie Echosonare, die uns durch Schichten von Sprache und Zeit führen.“ Im Gegensatz dazu betont Brandy Nālani McDougall, im Routledge Companion to Native American Literature, Perez’ „diasporische Erfahrung als Chamoru.“
Santos Perez’ Gedichte wurden in die UPU aufgenommen, eine Kuration der Werke von Schriftstellern der Pazifikinseln, die erstmals im März 2020 im Silo Theatre im Rahmen des Auckland Arts Festival präsentiert wurde. Die UPU wurde im Rahmen des Kia Mau Festivals in Wellington im Juni 2021 wieder aufgestellt.

## Veröffentlichungen

### Gedichte
- 2023: from unincorporated territory [åmot], Omnidawn Publishing
- 2020: Habitat Threshold, Omnidawn Publishing.
- 2017: from unincorporated territory [lukao], Omnidawn Publishing
- 2014: from unincorporated territory [guma'], Omnidawn Publishing
- 2010: from unincorporated territory [saina], Omnidawn Publishing
- 2008: from unincorporated territory [hacha], Tinfish Press (reprinted by Omnidawn Publishing, 2017)
- 2007: Constellations gathered along the ecliptic, Shadowbox Press

### Anthologien
- 2019: Native Voices: Indigenous American Poetry, Craft and Conversations. Eds. Cmarie Fuhrman and Dean Rader. Tupelo Press.
- 2018: Ghost Fishing: An Eco-Justice Poetry Anthology. Ed. Melissa Tuckey. University of Georgia Press.

### Aufsätze
- 2011, "Surviving Our Fallen: Chamorros, Militarism, Religiosity, and 9/11," Conversations at the Wartime Coffee: A Decade of War: 2001–2011, Ed. Sean Labrador y Manzano.
- 2011, "The Poetics of Mapping Diaspora, Navigating Culture, and Being From," Doveglion Literary Journal (online).
- 2011, "Signs of Being: Chamoru Poetry and Cecilia C. T. Perez," Jacket2 Magazine.
- 2011, "Whitewashing American Hybrid Aesthetics," The Monkey and the Wrench: Essays in Contemporary Poetics. Akron: U of Akron Press.
- 2011, "Why are White Editors So Mean?" Jacket2 Magazine.
- 2010, "Brandy Nālani McDougall's The Wind Salt / Ka Makani Pa'akai" (review), Studies in American Indian Literatures 22.3 (2010): 84–92.

## Auszeichnungen
- 2023 National Book Award for Poetry für from unincorporated territory [åmot][8]
- 2022 MLA Prize in Native American Literature, Cultures, and Languages
- 2020 ACLS Mellon/Scholars and Society Fellow
- 2017 The Elliot Cades Award for Literature
- 2016 Chancellor’s Citation for Meritorious Teaching at the University of Hawaii
- 2016 Lannan Foundation Literary Fellowship for Poetry[9]
- 2015 American Book Award[10]
- 2011 PEN Center USA Award
- 2011 The Los Angeles Times Book Prize
- 2010 The Poets & Writers California Writers Exchange Award
- 2009 Emily Chamberlain Cook Poetry Award der University of Berkeley
- 2008 Literary Prize for Poetry
- 2007 Eugene Cota-Robles Fellowship Scholarship, awarded by University of California, Berkeley
- 2001 The Jean Burden Poetry Award issued by the University of Redland

## Artikel und Interviews
- 2019, "Poet to Poet Interview: Rajiv Mohabir and Craig Santos Perez, for Kenyon Review.
- 2017, "Love Poems in the Time of Climate Change," for New Republic, 248, no. 5001.
- 2016, "The Pacific Written Tradition," for the Cream City Review, v40 n118.
- 2015, "Transterritorial Currents and the Imperial Terripelago," for the American Quarterly, v67 n319.
- 2015, "Letters and a 12-Step Program," for the newspaper Amerasia, 41, no. 320.
- 2015, from "Understory," for the Colorado Review, v42 n221 (Summer) pp. 152–154.
- 2011, "The basic savagery of the White Poets Society," in Jacket2.
- 2010, ginen "AERIAL ROOTS", for the Iowa Review, v40 n223.
- 2009, "Picture Palace by Stephanie Young" (review), for the Colorado Review, v36 n324 (Fall/Winter) pp. 163–167.
- 2009, "Duende by Tracy K. Smith" (review), for the Colorado Review, v36 n125 (Spring) pp. 179–182.